# Игры стран СНГ 2023
II Игры стран СНГ (бел. II Гульнi краiн СНД) — международные спортивные соревнования, проходившие с 4 по 14 августа 2023 года в Минске. В ходе Игр разыгрывались 246 комплектов медалей в 20 видах спорта.
Игры проходили в открытом формате, то есть их участниками могли стать представители стран, не входящих в СНГ. Этим воспользовались 13 стран.

## Символы и атрибуты

Символы II Игр стран СНГ

13 марта 2023 года на заседании оргкомитета по обеспечению подготовки и проведения в Беларуси международных спортивных соревнований утвердили талисман и логотип II Игр стран СНГ. Их разработкой занимался Национальный олимпийский комитет.

### Логотип
Логотип соревнования объединил традиционные элементы — восьмиконечную звезду, которая расцветает в василёк — один из давних символов Беларуси. Логотип выполнен преимущественно в синем и голубом — васильковых цветах, а также в нём воплощены и другие цвета олимпийских колец — чёрный, красный, жёлтый, зелёный.

### Талисман
Талисманом Игр выбрана рысь по имени Рыся. Узоры на теле талисмана вдохновлены творчеством белорусской художницы Алёны Киш, отсылающих к стилю народных расписных настенных ковров.

## Виды спорта
Соревнования прошли по 20 видам спорта, в соответствии со стандартами современной программы Летних Олимпийских игр:
1. Лёгкая атлетика (см. подробнее);
2. Плавание (см. подробнее);
3. Пулевая стрельба (см. подробнее);
4. Стрельба из лука (см. подробнее);
5. Современное пятиборье (см. подробнее);
6. Тяжёлая атлетика (см. подробнее);
7. Художественная гимнастика (см. подробнее);

- Боевые искусства:

1. Бокс (см. подробнее);
2. Тайский бокс (см. подробнее);
3. Карате (см. подробнее);
4. Дзюдо (см. подробнее);
5. Самбо (см. подробнее);

- Борьба:

1. Вольная борьба (см. подробнее);
2. Греко-римская борьба (см. подробнее);
3. Женская борьба (см. подробнее);

- Командные виды спорта:

1. Баскетбол 3х3 (см. подробнее);
2. Волейбол (см. подробнее);
3. Пляжный волейбол (см. подробнее);
4. Гандбол (см. подробнее);
5. Мини-футбол (см. подробнее);
6. Пляжный футбол (см. подробнее);
7. Хоккей на траве (см. подробнее).

## Города проведения
- Минск — лёгкая атлетика, волейбол, гимнастика художественная, стрельба пулевая, пляжный футбол, баскетбол 3х3 (стритбол), современное пятиборье, мини-футбол
- Брест — гандбол, плавание
- Витебск — таиландский бокс
- Гомель — дзюдо[9]
- Гродно — хоккей на траве, тяжёлая атлетика
- Могилёв — стрельба из лука, каратэ
- Жлобин — самбо[10]
- Молодечно — пляжный волейбол
- Орша — бокс
- Солигорск — спортивная борьба (вольная борьба, борьба греко-римская, борьба женская)

## Медальный зачет Игр
*   Принимающая страна (Беларусь)
| Место           | Страна          | Золото | Серебро | Бронза | Всего |
| --------------- | --------------- | ------ | ------- | ------ | ----- |
| 1               | Россия          | 149    | 89      | 50     | 288   |
| 2               | Беларусь*       | 48     | 78      | 110    | 236   |
| 3               | Узбекистан      | 28     | 25      | 53     | 106   |
| 4               | Азербайджан     | 10     | 17      | 35     | 62    |
| 5               | Казахстан       | 7      | 14      | 32     | 53    |
| 6               | Армения         | 2      | 2       | 4      | 8     |
| 7               | Кыргызстан      | 1      | 8       | 18     | 27    |
| 8               | Таджикистан     | 1      | 3       | 9      | 13    |
| 9               | Вьетнам         | 0      | 5       | 2      | 7     |
| 10              | Туркменистан    | 0      | 3       | 15     | 18    |
| 11              | Иран            | 0      | 1       | 1      | 2     |
| 12              | Монголия        | 0      | 1       | 0      | 1     |
| 13              | Египет          | 0      | 0       | 4      | 4     |
| 14              | Куба            | 0      | 0       | 1      | 1     |
| Всего стран: 14 | Всего стран: 14 | 246    | 246     | 334    | 826   |

По состоянию на 13 августа 2023 года команды Ливана, ОАЭ, Пакистана, Бахрейна, Малайзии, Кувейта, Омана и Венесуэлы остаются без медалей.